# 斜衝式水輪機
斜衝式水輪機為一種應用於中水頭水理環境的衝擊式水輪機類型。這種類型水輪機的運轉效率高達百分之87。並且，在工廠的出廠測試以及實驗室模型測試中斜衝式水輪機試運轉時，出現過運轉效率高達百分之90的狀況。斜衝式水輪機適合安裝於15至300公尺之間水頭高度的水理環境。
斜衝式水輪機最初於1919年時，由英國的吉爾伯特 吉爾克斯＆戈登有限公司以佩爾頓式水輪機為原形改良研發而成。並且，在某些水理因素之下，斜衝式水輪機比起法蘭西斯式水輪機及佩爾頓式水輪機的構造上更具有優勢。
首先，比起佩爾頓式水輪機，斜衝式水輪機的動輪造價更為低廉。再者，他不需要像法蘭西斯式水輪機一樣必須要有完全氣密的水輪機蝸殼。第三，這種類型的水輪機運轉時，能有較高的定速，並且能比起相同動輪直徑的佩爾頓式水輪機處理更大量的水流，這樣的優勢也從而降低了整體發電機組與安裝時所產生的成本。
斜衝式水輪機的設計適用水頭範圍與法蘭西斯式和佩爾頓式水輪機的設計適用水頭相互重疊到，不過，鑒於低廉的安裝成本，因此大型的斜衝式水輪機仍受到許多發電廠的採用，在低水頭的水力發電廠也同樣受到歡迎。
不過，斜衝式水輪機就像許多利用噴嘴射出水柱驅動動輪旋轉的水輪機，如佩爾頓式水輪機，必須防止噴嘴受到異物堵塞而讓高壓水流無法射出發生危險的狀況。

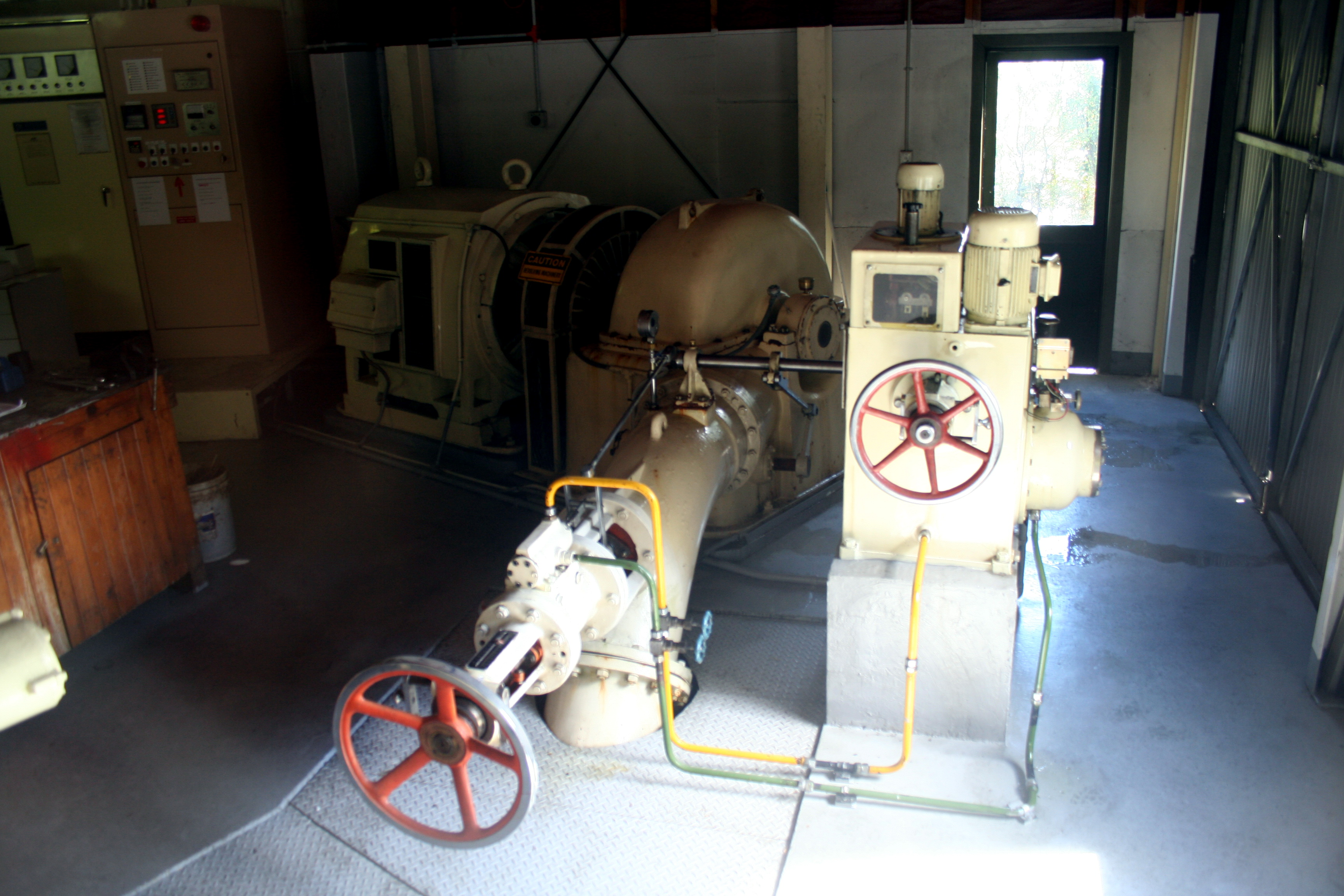
安裝在紐西蘭米爾福德峽灣的小型斜衝式水輪機

## 運轉理論
斜衝式水輪機是屬於一種衝擊式水輪機，當水流透過噴嘴沖入水輪機導葉時，並不會改變水壓。水會藉由噴嘴的射流，由位能轉換為動能，然後高速的沖入水輪機導葉中，以反向的斜轉能量驅動水輪機動輪，再帶動水輪機的主軸及聯動的發電機轉子旋轉，藉此發電。當水離開水輪機時，其所剩餘的能量非常的少，因此斜衝式水輪機的動輪在能量的利用上非常有效率。
斜衝式水輪機的動輪，乍看之下，就像是分割成一半的佩爾頓式水輪機動輪。在相同輸出功率的機組之下，斜衝式水輪機的動輪直徑僅有佩爾頓式動輪的一半，因此斜衝式比佩爾頓式水輪機運轉時有更高兩倍的定速。斜衝式也比起佩爾頓式能夠沖入更大的水流量，因為它不像佩爾頓式的動輪一樣，當水沖入動輪上的水斗並離開時，會干擾到其他的水斗。
斜衝式水輪機動輪轉速定值介於法蘭西斯式以及佩爾頓式之間。並可設計成單支噴嘴或多支噴嘴來射流。不過，要增加噴嘴的數量需藉由預估增加後的動輪定速與噴嘴數量之間平方根而定。（相同的水輪機中，比起一支噴嘴噴流所產生的定速，安裝四支噴嘴時更事倍功半）。

## 資料來源
1. ↑  . 國家教育研究院.   [2016-06-26].[永久]
2. ↑  Jonker Klunne, Wim. . hydropower.net. hydropower.net.   [2016-03-07].[永久]
3. ↑  Darling, David. . Encyclopedia of Alternative Energy. The Worlds of Dvid Darling.   [2016-03-07]. （原始内容存档于2019-08-23）.

## 外部連結

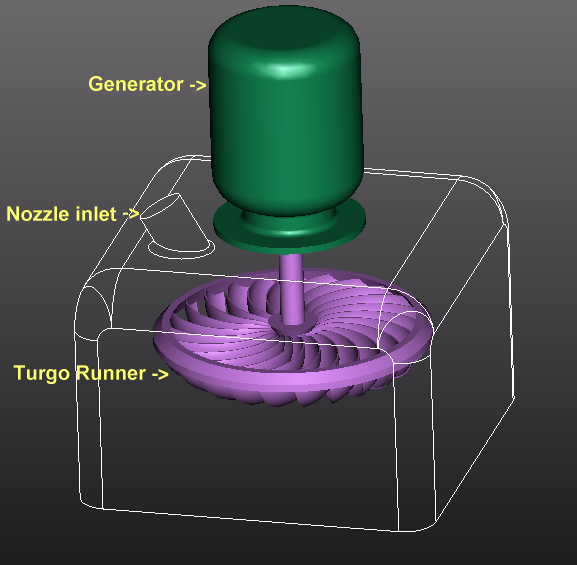
斜衝式水輪機與發電機組成水輪發電機組的示意圖

- Turgo turbine math, Czech （页面存档备份，存于）